# 凤岗镇 (赣州市)
凤岗镇，是中华人民共和国江西省赣州市南康区下辖的一个乡镇级行政单位。

## 行政区划
凤岗镇下辖以下地区：
凤岗社区、朱家村、岗孜村、路塘村、横岭村、塘屋村、龙泉村、蔗山村、大塘村、龙江村、峨眉村、长江村、长田村、长胜村、天子村、南边村和黄龙村。